# Golda Meir (Fernsehfilm)
Golda Meir (Originaltitel: A Woman Called Golda) ist eine zweiteilige US-amerikanische Fernseh-Filmbiografie über Golda Meir mit Ingrid Bergman in der titelgebenden Hauptrolle und Leonard Nimoy als Meirs Ehemann.

## Handlung

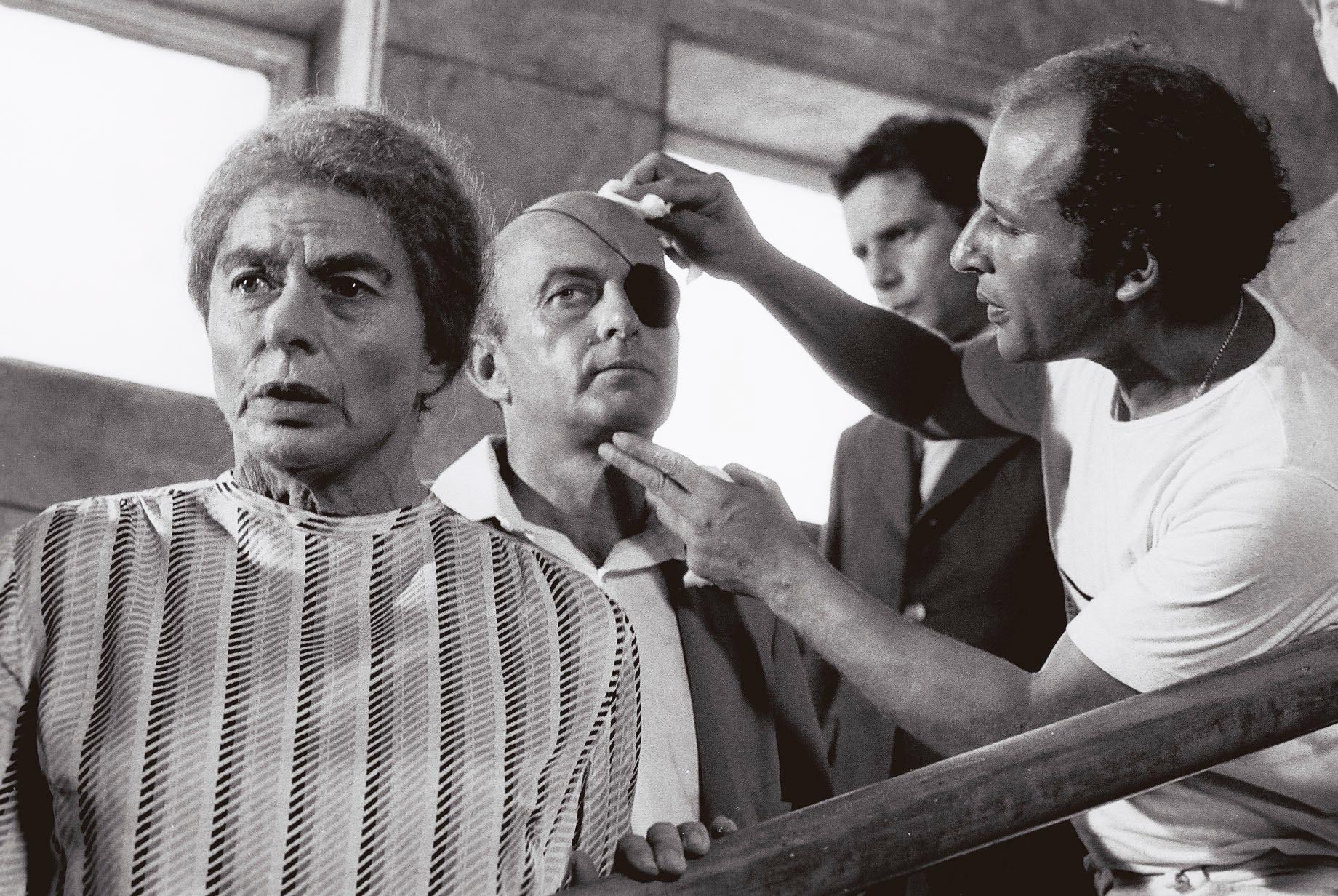
Bergman während der Dreharbeiten

1977 kehrt die israelische Ministerpräsidentin Golda Meir an ihre alte Schule in Milwaukee zurück und erzählt den Schülern aus ihrem Leben.
In Rückblenden werden ihre Kindheit und Jugend in Russland gezeigt, ihre Emigration in die Vereinigten Staaten, ihr dortiges Engagement für verfolgte Juden.
Meir heiratet den Amerikaner Morris Meyerson, mit dem sie nach Jerusalem zieht und zwei Kinder hat. Nach dem Tod ihres Mannes beginnt sie ihre politische Laufbahn bis hin zur Ministerpräsidentin Israels.

## Veröffentlichung
Der Film wurde von Paramount Domestic Television produziert und am 26. April 1982 erstausgestrahlt. Im deutschsprachigen Raum wurde er am 1. Mai 1988 von 3sat im Fernsehen gezeigt. 2009 brachte Paramount den Film auf DVD heraus.
Im Jahr 1982 publizierte der amerikanische Thriller-Autor Michael Avallone ein gleichnamiges Buch, das auf dem Fernsehfilm basiert.

## Auszeichnungen
Der Film war bei der Emmy-Verleihung 1983 in sieben Kategorien für den Emmy nominiert und erhielt drei Auszeichnungen. Unter anderem wurde die im August 1982 verstorbene Ingrid Bergman postum als Beste Hauptdarstellerin ausgezeichnet.
Außerdem erhielt der Film zwei Nominierungen für den Golden Globe. Auch hier gewann Bergman als Beste Hauptdarstellerin in einer Mini-Serie oder TV-Film.